# العلاقات البوروندية الماليزية
العلاقات البوروندية الماليزية هي العلاقات الثنائية التي تجمع بين بوروندي وماليزيا.

## مقارنة بين البلدين
هذه مقارنة عامة ومرجعية للدولتين:
| وجه المقارنة                                              | بوروندي                                    | ماليزيا       |
| --------------------------------------------------------- | ------------------------------------------ | ------------- |
| المساحة (كم2)                                             | 27.83 ألف                                  | 330.29 ألف    |
| عدد السكان (نسمة)                                         | 10.86 مليون                                | 31.62 مليون   |
| الكثافة السكانية (ن./كم²)                                 | 390.23                                     | 95.73         |
| العاصمة                                                   | بوجومبورا، جيتيغا                          | كوالالمبور    |
| اللغة الرسمية                                             | اللغة الكيروندية، لغة فرنسية، لغة إنجليزية | لغة ماليزية   |
| العملة                                                    | فرنك بوروندي                               | رينغيت ماليزي |
| الناتج المحلي الإجمالي (بليون دولار)                      | 3.48 مليار                                 | 314.50 مليار  |
| الناتج المحلي الإجمالي (تعادل القوة الشرائية) بليون دولار | 8.13 مليار                                 | 817.43 مليار  |
| الناتج المحلي الإجمالي الاسمي للفرد دولار أمريكي          | 277                                        | 9.77 ألف      |
| الناتج المحلي الإجمالي للفرد دولار أمريكي                 | 77                                         | 25.64 ألف     |
| مؤشر التنمية البشرية                                      | 0.400                                      | 0.779         |
| رمز المكالمات الدولي                                      | +257                                       | +60           |
| رمز الإنترنت                                              | .bi                                        | .my           |
| المنطقة الزمنية                                           | ت ع م+02:00                                | ت ع م+08:00   |

## منظمات دولية مشتركة
يشترك البلدان في عضوية مجموعة من المنظمات الدولية، منها:
| علم المنظمة | اسم المنظمة                               | تاريخ انضمام بوروندي | تاريخ انضمام ماليزيا |
| ----------- | ----------------------------------------- | -------------------- | -------------------- |
|             | مؤسسة التنمية الدولية                     | 28 سبتمبر 1963       | 24 سبتمبر 1960       |
|             | يونسكو                                    | 16 نوفمبر 1962       | 16 يونيو 1958        |
|             | وكالة ضمان الاستثمار متعدد الأطراف        | 10 مارس 1998         | 6 ديسمبر 1991        |
|             | الأمم المتحدة                             | 18 سبتمبر 1962       | 17 سبتمبر 1957       |
|             | الاتحاد البريدي العالمي                   | ?                    | ?                    |
|             | البنك الدولي للإنشاء والتعمير             | 28 سبتمبر 1963       | 7 مارس 1958          |
|             | الاتحاد الدولي للاتصالات                  | 16 فبراير 1963       | 3 فبراير 1958        |
|             | منظمة حظر الأسلحة الكيميائية              | ?                    | ?                    |
|             | مؤسسة التمويل الدولية                     | 28 نوفمبر 1979       | 20 مارس 1958         |
|             | المركز الدولي لتسوية المنازعات الاستشارية | 5 ديسمبر 1969        | 14 أكتوبر 1966       |
|             | منظمة التجارة العالمية                    | 23 يوليو 1995        | ?                    |
|             | منظمة الشرطة الجنائية الدولية             | ?                    | ?                    |

## وصلات خارجية
- موقع وزارة الخارجية الماليزية